# Зейдзанде
Зейдзанде (нід. Zuidzande) — село в нідерландській провінції Зеландія. Входить до муніципалітету Сльойс.
Його площа становить 14,12 км², а населення станом на 2021 рік складало 505 осіб.
Перша згадка про населений пункт датується 1290 роком.
До 1970 року мало статус окремого муніципалітету.